# Jackalas 1
Jackalas 1 est une ville du Botswana.